# The Tramp
The Tramp és una pel·lícula muda dirigida per Charles Chaplin i protagonitzada per ell mateix i Edna Purviance. Tot i que Chaplin ja havia interpretat el personatge en pel·lícules anteriors “The Tramp” va marcar el començament del personatge de Charlot. A la vegada, va constituir un canvi important en el personatge deixant enrere la comèdia de clatellades per construir un personatge més preocupat pels altres i que comença i acaba amb ell caminant per la carretera. Considerada la seva primera obra mestra, es va estrenar l'11 d'abril del 1915.

## Argument
Charlot és un rodamón que rescata una jove noia de tres lladres. Per agrair-li-ho, ella el convida a la granja del seu pare. Aquest li ofereix feina i Charlot, enamorat de la noia, accepta però com que no sap res de les feines de la granja encadena tot un seguit d'errors.
Els tres lladres tornen a rondar a prop de la granja i en creuar-se Charlot li proposen de robar els diners del granger i partir-se el botí. Charlot simula acceptar però resta fidel al seu cap i l'avisa. Quan els lladres entren en acció fereixen Charlot per lo que és atès per la noia. Aleshores ell pensa que ella també l'estima però es desil·lusiona en veure que ella ja té un altre amor. Com que no vol ser un problema en les seves vides, deixa una nota i marxa carretera avall.

## Repartiment
- Charlie Chaplin (Charlot)
- Edna Purviance (la filla del granger)
- Lloyd Bacon (xicot d'Edna/ segon lladre)
- Leo White (primer lladre)
- Bud Jamison (tercer lladre)
- Ernest Van Pelt (granger, pare d'Edna)
- Paddy McGuire (mosso)
- Billy Armstrong (sacerdot)